# Kleveta
Kleveta označava ogovaranje, omalovažavanje, vrijeđanje časti ili davanje izjave u kojima tvrdi neistine iako zna da su neistinite s ciljem stvaranja negativne slike o 
- pojedincu,
- poslovanju,
- proizvodu,
- skupini,
- državi ili
- narodu

Ogovaranje se odnosi na zlobne, lažne i klevetničke izjave.
Većina pravnih sustava zakonski sankcioniraju klevetu.

## Hrvatski zakon
Kaznenim zakonom Republike Hrvatske kleveta je definirana na sljedeći način:
Citat iz narodnih novina:
Članak 200. Kaznenog zakona RH opisuje što je kleveta:
(1) Tko za drugoga iznese ili pronese nešto neistinito što može škoditi njegovoj časti ili ugledu, kaznit će se novčanom kaznom do stopedeset dnevnih dohodaka ili kaznom zatvora do šest mjeseci.
(2) Tko za drugoga iznese ili pronese nešto neistinito što može škoditi njegovoj časti ili ugledu putem tiska, radija, televizije, pred više osoba, na javnom skupu ili na drugi način zbog čega je kleveta postala pristupačnom većem broju osoba, kaznit će se novčanom kaznom ili kaznom zatvora do jedne godine.
(3) Ako osoba protiv koje se vodi kazneni postupak zbog klevete dokaže istinitost svoje tvrdnje ili opravdani razlog zbog kojeg je povjerovala u istinitost sadržaja kojeg je iznijela ili pronijela, neće se kazniti za klevetu, ali se može kazniti za kazneno djelo uvrede (članak 199.), ili kazneno djelo predbacivanja kaznenog djela (članak 202.).

## Vanjske poveznice
- Narodne novine